# Болень (Малопольське воєводство)
Болень (пол. Boleń) — село в Польщі, у гміні Зельонки Краківського повіту Малопольського воєводства.